# Ikebukuro

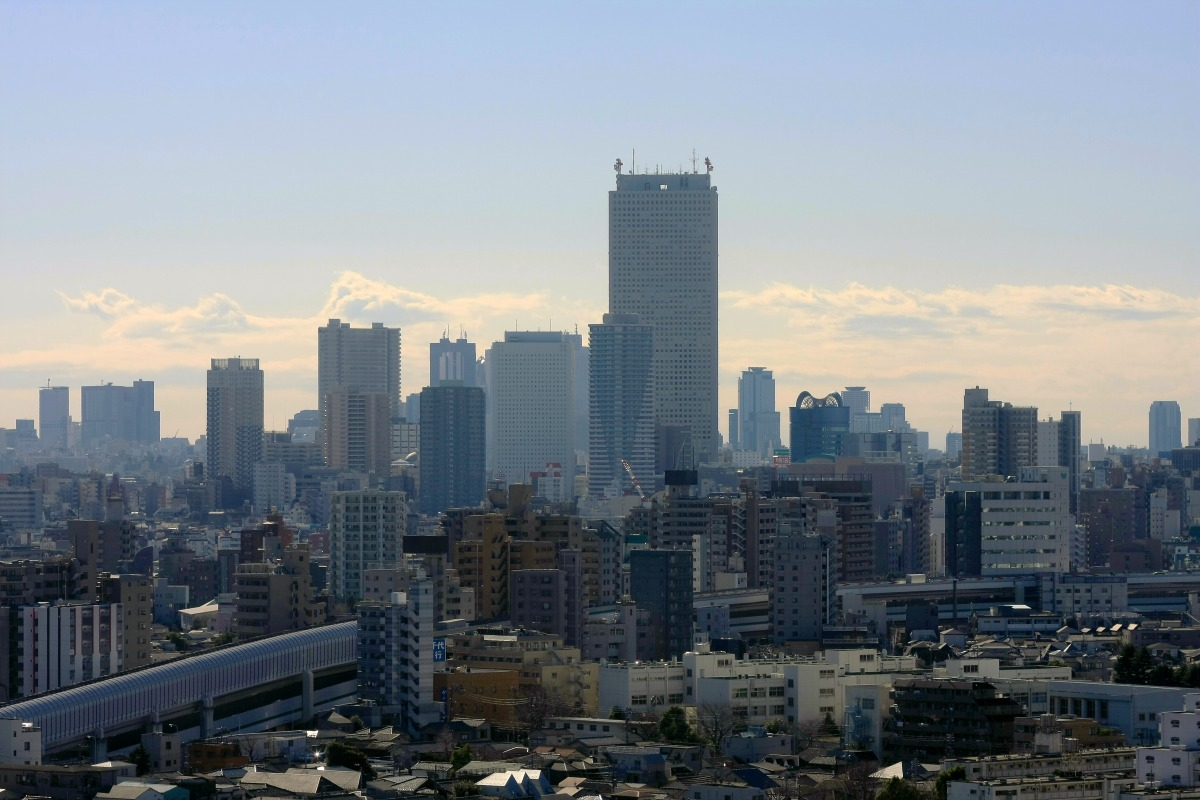
Skyline von Ikebukuro

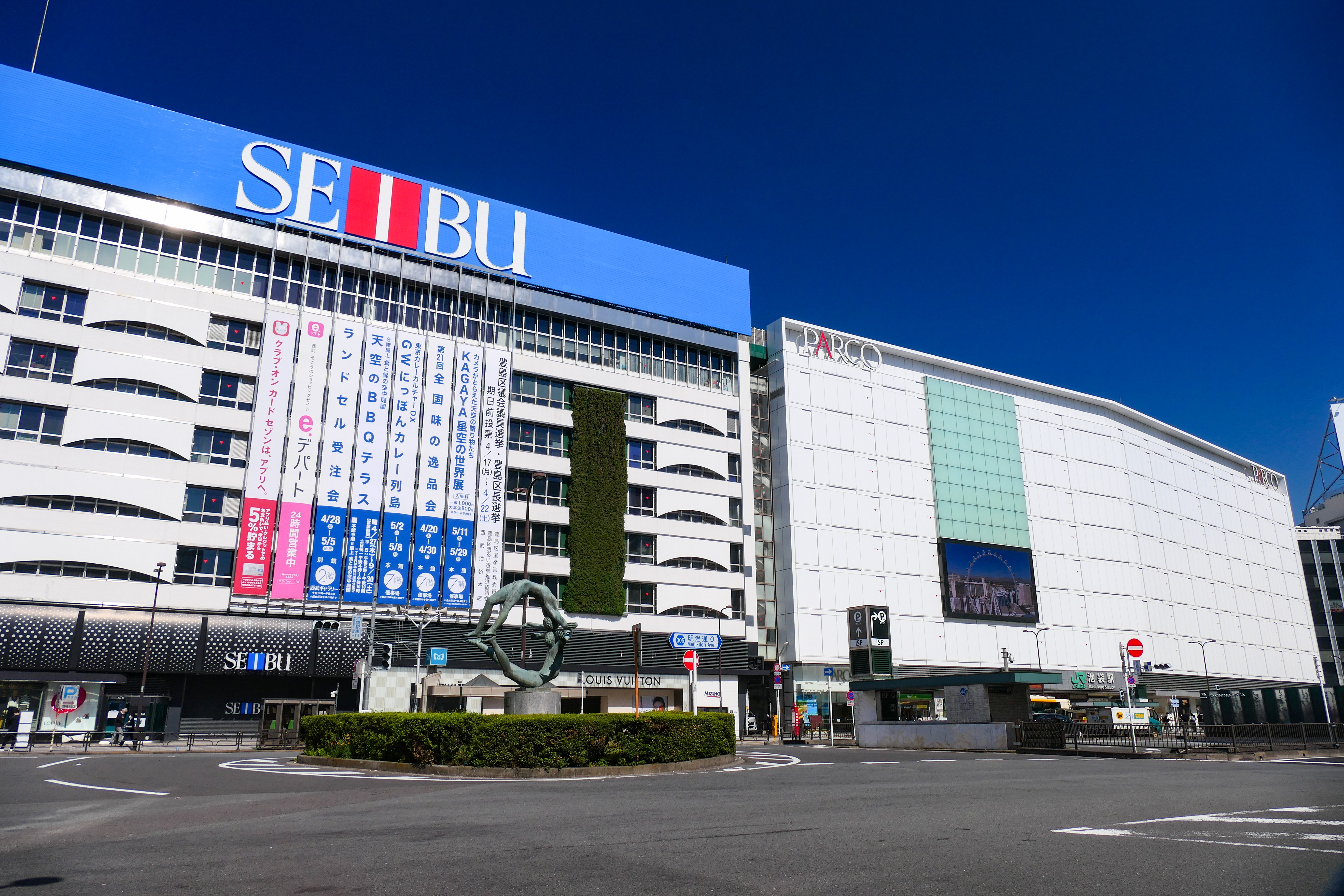
Bahnhof Ikebukuro

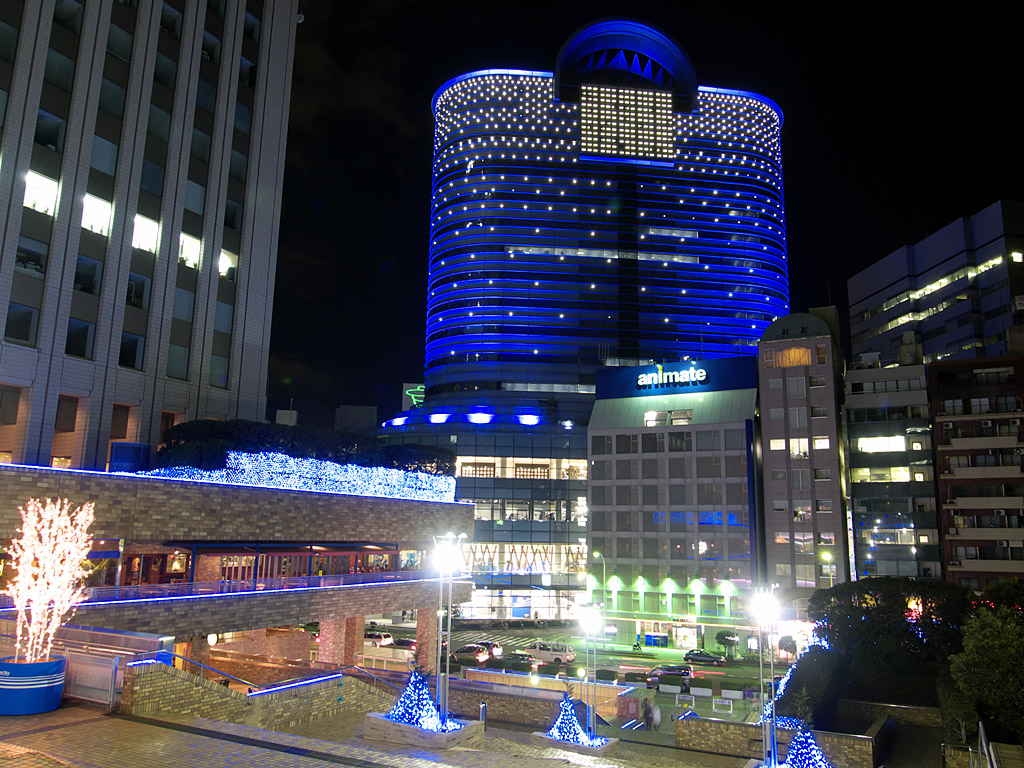
Toyota amlux

Mit Ikebukuro (jap. 池袋) bezeichnet man das Stadtviertel um den Bahnhof Ikebukuro im Stadtbezirk Toshima der japanischen Hauptstadt Tokio (offiziell nur der Name einiger Straßenzüge im Stadtbezirk). Dominierendes Gebäude der Skyline von Ikebukuro ist das Sunshine 60, ein 60-stöckiger Wolkenkratzer, der bei seinem Bau der höchste Japans war und an der Stelle des ehemaligen Sugamo-Gefängnisses steht.
In Ikebukuro befinden sich die Rikkyō-Universität, die Musikhochschule Tokio und die Teikyō-Heisei-Universität.

## Geschichte
Am 1. Mai 1889 wurde das Mura Ikebukuro (池袋村, -mura) in das Mura Sugamo (巣鴨村) eingemeindet, das sich vom Machi Sugamo (巣鴨町, -machi) abgespalten hat. Am 20. Juli 1918 wurde das Mura Sugamo zur Machi Nishisugamo (西巣鴨町, -machi).
Am 1. Oktober 1932 wurde aus Nishisugamo, Nagasaki (長崎町, -machi), Sugamo und Takada (高田町, -machi) der neue Stadtbezirk Toshima der damaligen Stadt Tokio gebildet.

## Bahnhofsviertel
Auf der Ostseite des Metro-Bahnhofs finden sich die Sunshine City, das neben dem Sunshine 60 aus Einkaufspassagen, Büros und einem Hotel besteht. Westlich vom Sunshine City befinden sich zahlreiche Geschäfte mit Bezug zur japanischen Popkultur, die jedoch vor allem an ein weibliches Publikum gerichtet sind. Aus diesem Grund hat dieser Teil von Ikebukuro auch den Spitznamen Otome Road (乙女ロード Otome Rōdo, wörtlich: Mädchenstraße) erhalten.
Außerdem gibt es eine Reihe großer Kaufhäuser, darunter die von Seibu und Mitsukoshi. Das Viertel hinter dem Bungeiza-Theater wird vor allem von Love Hotels, Massagesalons und anderen sexorientierten Einrichtungen dominiert. Daneben gibt es auch viele normale Restaurants, Bars und Kinos.
Auf der Westseite findet sich das Kaufhaus Tōbu, der Tokyo Metropolitan Art Space.

## Rezeption
In der dritten Folge der ersten Staffel der TV-Serie Kodoku no Gurume (孤独のグルメ) hält sich der Protagonist (Yutaka Matsushige) in Ikebukuro auf.
Die Light-Novel-Reihe Durarara!! (jap. デュラララ!!, Dyurarara!!), die sowohl als Manga als auch als Anime-Fernsehserie adaptiert wurde, spielt in Ikebukuro.